# Tentamen Generis Tamaricum Species Accuratius Definiendi
Tentamen Generis Tamaricum Species Accuratius Definiendi (abreviado Tent. Gen. Tamar.) es un libro con ilustraciones y descripciones botánicas que fue escrito por el naturalista zoólogo y botánico alemán de Rusia, Alexander von Bunge. Fue publicado en el año 1852.